# Eisenbachwiesen
Das Naturschutzgebiet Eisenbachwiesen liegt im Westerwaldkreis in Rheinland-Pfalz. Das etwa 200 ha große Gebiet, das im Jahr 1981 unter Naturschutz gestellt wurde, erstreckt sich östlich der Ortsgemeinde Meudt und südöstlich des Ortsteils Eisen direkt an der am nördlichen Rand vorbeiführenden Landesstraße L 300. Am östlichen Rand des Gebietes verläuft die B 8. Der Eisenbach und der Herschbach fließen durch das Gebiet hindurch. Schutzzweck ist die Erhaltung der Feuchtwiesen als Standort seltener Pflanzen sowie als Lebensraum in ihrem Bestande bedrohter seltener Tierarten, insbesondere Vogelarten und Schmetterlinge aus wissenschaftlichen Gründen.